# Михай Гимпу
Михай Фьодорович Гимпу (на румънски: Mihai Ghimpu) е молдовски политик, председател на Либералната партия. В периода от 2009 до 2010 година е временно изпълняващ длъжността президент на Молдова и председател на парламента.

## Биография
Михай Гимпу е роден на 19 ноември 1951 година в село Колонита, източно от град Кишинев. През 1978 година завършва Юридическия факултет на Държавния университет на Молдова.
До 1990 година Гимпу заема различни постове, включително началник на правни отдели на различни държавни предприятия в Кишинев и съдия в районен съд в столицата.

### Политическа кариера
През 1988 година Гимпу става съосновател и председател на изпълнителния комитет на демократично движение, наречено Народен фронт на Молдова. В периода от 1990 до 1998 година е депутат в парламента. От 1993 до 1994 година е част от делегацията на законодателния орган в Парламентарната асамблея на Организацията за Черноморско икономическо сътрудничество. През втория си четиригодишен мандат той е член на Парламентарната делегация на Молдова в Парламентарната асамблея на Съвета на Европа. През 1993 година става един от основателите на Конгреса на интелектуалците и негов заместник-председател и изпълнителен секретар.
Гимпу помага за процеса на формиране на Либералната партия, която ръководи от 1998 година. През 2007 година е избран в общинския съвет на Кишинев и го оглавява до 2008 година.